# Korsós Zoltán
Korsós Zoltán (Budapest, 1958. február 14. –) biológus, zoológus, muzeológus, 1982-től a Magyar Természettudományi Múzeum muzeológusa, 2013-tól 2019-ig főigazgatója, a százlábúak (Chilopoda) és az ikerszelvényesek (Diplopoda) világszerte ismert kutatója.

## Élete

### Múzeumi munkája
Korsós József Ludovikás katonatiszt és közlekedési üzemmérnök fiaként született. Az Eötvös Loránd Tudományegyetemen biológiai tanulmányokat folytatott, 1982-ben okleveles biológus diplomát szerzett. 1980-tól az egyetem mellett, 1982-től főállásban dolgozott a Természettudományi Múzeumban. Az Állattár muzeológusa, 1998-tól 2003-ig vezetője is volt.
Egyetemi doktori fokozatát állatrendszertanból és ökológiából 1984-ben védte meg az ELTÉ-n, témája két hazai gyíkfaj niche-vizsgálata volt. A biológiai tudomány kandidátusa fokozatot 1996-ban szerezte ikerszelvényesek (Diplopoda) taxonómiai vizsgálatából.  2009 és 2012 között Japánban, az okinavai Univetrsity of Ryukyu egyetemen végzett kutatómunkát meghívott vendégprofesszorként. Hazatérte után 2013. szeptember 1-től – munkatársai felkérésére – pályázat útján lett a Magyar Természettudományi Múzeum főigazgatója Matskási István utódaként. 2019. augusztus 31-ig töltötte be ezt a pozíciót.
2013–2019 között tagja, 2017–2018-ban elnöke volt az Országos Közgyűjtemények Szövetségének. 2018–202 között az ICOM (International Council of Museums) Magyar Nemzeti Bizottságának elnökségi tagja volt.

### Tudományos tevékenysége
Főbb kutatási területei a magyarországi kétéltűek és hüllők elterjedése és védelme, a magyar herpetológia története, Magyarország ikerszelvényes-faunájának taxonómiája, szisztematikája és faunisztikája, és Kelet- és Délkelet-Ázsia ikerszelvényeseinek kutatása. Összes tudományos publikációinak száma eléri a 200-at, több mint 40 tudományra új állatfaj felfedezése fűződik a nevéhez, és 6 új fajt neveztek el róla.
A Kárpát-medence mellett elsősorban Kelet-Ázsia (Japán, a Koreai-félsziget, Tajvan, a Himalája-vidéke), a Kaukázus, Mexikó, Dél-Afrika, Thaiföld, Ausztrália és Új-Zéland állatvilágát kutatta, összesen 65 országban járt. Külföldi útjairól és egyéb tudományos tevékenységéről eddig több mint 300 ismeretterjesztő cikket és 100-nál is több előadást tartott.
1996-tól köztestületi tagja a Magyar Tudományos Akadémiának. 2012–2018 között az Országos Tudományos Kutatási Alap, majd Nemzeti Kutatási, Fejlesztési és Innovációs Hivatal, Agrár-, Környezet-, Ökológiai és Földtudományok Kollégiumának volt zsűritagja.

### Oktatói munkája
Muzeológusi/igazgatói munkája mellett oktatási tevékenységet is ellátott: a Szent István Egyetem Állatorvos-tudományi Kar Biológiai Intézetének alkalmazott zoológus képzésében 1994 és 2004 között zootaxonómiai és zooszisztematikai gyakorlatokat tartott. 1998–2001 között Széchenyi Professzori ösztöndíjas. 2005-ben habilitált, és elnyerte a címzetes egyetemi docens címet. 2009-től a már önálló Állatorvostudományi Egyetem Kihelyezett Zootaxonómiai Tanszéke vezetője. 2020-tól nyugdíjba vonulásáig az Állatorvostudományi Egyetem Biológiai Intézetében oktatta ökológiára a biológia BSc és biológus MSc szakos hallgatókat. 2023-ban ment nyugdíjba, azóta vendégoktatóként tart órákat angol nyelven az egyetem kutató zoológus szakán egzotikus zoológia és zootaxonómia tantárgyakból.

### Közéleti tevékenysége
Alapítása, azaz 1974 óta tagja a Magyar Madártani és Természetvédelmi Egyesületnek, 1977 óta a Magyar Biológiai Társaságnak, ahol 2018-tól a Társaság elnöki tisztét tölti be. Egyéb egyesületi tagságai: Magyar Rovartani Társaság, Pulszky Társaság, Magyar–Japán Baráti Társaság, Magyar Családtörténet-kutató Egyesület.
1984-től tagja, 2008–2011 alelnöke volt a párizsi Centre International de Myriapodologie-nek (Nemzetközi Myriapodológiai Központ), 1988–2009 között tagja, 1993–200 között főtitkár-helyettese volt a Societas Europaea Herpetologica (Európai Herpetológiai Társaság), 1989–2000 között a CITES Washingtoni Egyezmény Magyarországi Tudományos Tanácsának kétéltű-hüllő szakértői tagja volt, 1990–2004 között az Európa Tanács Berni Egyezménye és a Természetvédelmi Világszövetség (IUCN) kétéltű-hüllő szakértői csoportjainak tagja, 1995-2003 között a csoport elnöke volt.
Folyóirat-szerkesztőként 1989–1991 között a Magyar Természettudományi Múzeum évkönyvének, az Annales historico-naturales Musei nationalis hungarica-nak, 1989–1995 között a Miscellanea zoologica hungarica-nak, 1996–2002 között a Magyar Múzeumok folyóiratnak, 2006–2015 között a Magyar Biológiai Társaság folyóiratának, az Állattani Közlemények-nek dolgozott. 2013–2019 között főszerkesztője volt az átalakult múzeumi évkönyvnek, az Annales Musei historico-naturalis hungarici-nek, 2020-tól pedig szekciószerkesztője az Acta zoologica Academiae Scientiarum Hungaricae, később Animal Taxonomy and Ecology nevű akadémiai folyóiratnak.Külföldi folyóiratok közül 2025-től tárgyszerkesztője a Natural History Collections and Museumics (Pensoft Publishers) nevű, és szerkesztőbizottsági tagja az International Journal of Biodiversity and Biological Resources (Dél-Korea) folyóiratoknak.

## Művei
Teljes műjegyzék: https://m2.mtmt.hu/gui2/?type=authors&mode=browse&sel=10002028

## Videófelvételek
- https://www.youtube.com/watch?v=_yrolftWIlw
- https://www.youtube.com/watch?v=grHhmLGTNHk
- https://www.youtube.com/watch?v=E0iy6FIsTWw
- https://www.youtube.com/watch?v=0fFFlWu4WeA
- https://www.youtube.com/watch?v=AANkDG2mEAQ
- https://www.youtube.com/watch?v=6NmhxQNrW_w
- https://www.youtube.com/watch?v=L1q82XIZ5kc
- https://www.youtube.com/watch?v=gnVbPN0suUA
- https://www.youtube.com/watch?v=8i7DZgFs1GM